# 宇治市立南宇治中学校
宇治市立南宇治中学校（うじしりつ みなみうじちゅうがっこう）は、京都府宇治市大久保町平盛にある公立中学校。通称、南中(なんちゅう)。

## 概要
宇治市立西宇治中学校から分離・開校した。宇治市立広野中学校分離直前には全校生徒が1000人を超える大規模校であったが、近年は少子高齢化の影響で、1学年2組程度の小規模校となっている。近鉄京都線以西を通学区域とする。

## 沿革
- 1975年 10月 - 新設校開校準備委員会発足
- 1976年 4月 - 西宇治中学校から分離し開校
- 1978年 2月 - 校歌制定
- 1979年 3月 - 卒業生が校旗を寄贈
- 1979年 - 校舎を増築
- 1980年 - 校舎を増築
- 1980年 9月 - 仮称第二南宇治中学校建設促進委員会発足
- 1984年 4月 - 宇治市立広野中学校を分離
- 1989年 - 柔剣道場竣工
- 1993年 - 大規模改造工事竣工
- 2002年 - 大規模改造工事竣工
- 2009年 - 耐震補強工事竣工

## 通学区域
- 宇治市立西大久保小学校（全域）
- 宇治市立平盛小学校（全域）

## 周辺施設
- 府営西大久保団地
- 宇治市立西大久保小学校
- 宇治市立平盛小学校
- 城陽市立北城陽中学校

## 交通
- 近鉄京都線 大久保駅下車 徒歩約15分
- JR奈良線 新田駅下車 徒歩約20分

## 通学区域が隣接している学校
- 宇治市立西宇治中学校
- 宇治市立広野中学校
- 城陽市立北城陽中学校
- 久御山町立久御山中学校